# Elena Skribnik
Elena Skribnik (russisch Елена Константиновна Скрибник, * 1953 in Nowosibirsk) ist eine russische Finnougristin.

## Leben
Sie studierte an der Universität Nowosibirsk allgemeine Sprachwissenschaft, Sinologie, Japanologie und Russistik (Magister 1975), im Promotionsstudium Turkologie, Mongolistik und Finnougristik (Promotion in allgemeiner Sprachwissenschaft 1979, Lomonossow-Universität Moskau; Habilitation in Mongolistik 1989, Institut für Mongolistik und Tibetologie, Ulan-Ude). Von 1980 bis 2001 arbeitete sie in der Abteilung Sprachen Sibiriens im Forschungsinstitut für Philologie der Russischen Akademie der Wissenschaften (Sibirische Abteilung, Nowosibirsk), dessen Vize-Direktorin sie seit 1997 war.
1993–1994 und 1997 arbeitete sie als Stipendiatin der Alexander von Humboldt-Stiftung im Institut für Finnougristik/Uralistik der Universität Hamburg; als DAAD-Gastprofessorin unterrichtete sie in  München (1999) und in Hamburg (2000). Im April 2001 trat sie die Nachfolge von Ingrid Schellbach-Kopra im Institut für Finnougristik/Uralistik an der LMU an.
Ihre Forschungsschwerpunkte sind syntaktische Typologie, Morphosyntax, Dokumentation und Beschreibung der bedrohten sibirischen Sprachen, Soziolinguistik und Ethnologie der uralischen Völker Sibiriens. 